# Локрийский лад
Локрийский лад — один из натуральных ладов. Не так широко распространён, как остальные натуральные лады. Назван в соответствии с именем исторического региона, области Древней Греции, — Локриды,  откуда, вероятно, он происходил.  Также называют одним из ладов  народной музыки.
В своей основе этот лад диатоничен; простейшим его примером может служить последовательность белых клавиш на фортепиано от си до си. Звукоряд локрийского лада совпадает с натуральным минором, в котором II и V ступени низкие. Однозначного мнения, к какой группе относится локрийский лад, нет, но большинство музыковедов по характеру звучания определяют его к ладам минорного наклонения. Такая неоднозначность возникает ввиду отсутствия (невозможности построения) чистой квинты от первой ступени звукоряда.
Локрийский лад обладает гнетуще-мрачной, суровой и горько-печальной окраской, воспринимается на слух довольно резко и неприятно.
Локрийский лад терцовой основы широко распространен в музыкальных традициях народов Передней Азии и является древнейшей системой армянской монодической музыки. Будучи излюбленным ладом армянской крестьянской музыки, он также встречается в трудовых песнях, во́хбах-заплачках, плясовых и лирических песнях.

## Древнегреческая музыка

### Строение локрийского лада
В древнегреческой системе современный локрийский лад именовался гипердорийским, отражая таким образом схему его образования, и, весьма вероятно, миксолидийским (тогда). Октава разделялась на два одинаковых тетрахорда, к которым прибавлялся соединительный тон. В древнегреческой системе было три основных лада, где соединительный тон ставился между тетрахордами, но кроме них существовали и другие лады: в них этот тон стоял либо до двух тетрахордов (лад получал приставку «гипо-»), либо после (такой лад получал приставку «гипер-»). Так дорийский (тогда) тетрахорд имел следующее строение:
| полутон-тон-тон |

Дублированием дорийского тетрахорда с прибавлением соединительного тона в конце получался гипердорийский, ныне локрийский, лад:
| полутон-тон-тон-полутон-тон-тон+тон |

Пример локрийского лада от тоники си: прослушатьо файле

### Этическое значение
Древние греки были очень чувствительны к музыкальному ладу: каждый лад они переживали с определённым этико-эстетическим содержанием. Так, Аристотель делит лады на этические, практические и энтузиастические. Этическими он называет те лады, которые так или иначе воздействуют на "этос" греческого народа. Сюда же, по Аристотелю, относятся лады, противоположные по своему характеру, то есть те, которые, наоборот, разрушают равновесие психической жизни. Среди таких ладов оказывается миксолидийский (тогда), который Платон называет, наряду с другими ладами, "плачевным", указывая (но не доказывая полностью) таким образом на соответствие этого понятия современному локрийскому ладу.
История понятия локрийского лада выражена очень скудно. Так Поллукс только сообщает о некоем локрийском ладе, близком к гиподорийскому. Некий схолиаст в одном из творений Аристофана упоминает о "беотийском" ладе в связи с именем Терпандра. Но ни о том, ни о другом ничего определённого сказать нельзя.
Как уже упоминалось выше, в музыке Древней Греции существовало понятие отдельного миксолидийского лада. Платон очень отчетливо чувствует френетизм того миксолидийского лада, считая его плачевным, соответствующим женской, а не мужской психике.
Этот лад отчётливо переживался как страстно-жалобный, противоположный гиполидийскому ладу. Плутарх пишет, что миксолидийский лад — тоже патетический и подходящий для трагедий. Аристоксен утверждает, что первая изобрела миксолидийский лад Сапфо, а от неё узнали его трагические поэты. Заимствовав его, они соединили этот лад с тогда дорийским (т.е. сейчас с фригийским), так как последний обладает пышностью и серьёзностью, а первый, миксолидийский, — патетическим характером, трагедия же представляет смешение обоих.
В миксолидийском, то есть смешанно-лидийском, кроется смешение чистого лидийского с дорийским. Этот лад хорошо подходил к трагедии, в особенности к тем её местам (и в хорах, и в монодиях), где выражался ужас по поводу катастрофы. Аристотель пишет, что жалобность, тихость и певучесть имеют другие лады, в особенности, миксолидийский, потому-то он и подходит к хорам. Судя по занятым строениям звукорядов других ладов и характеристике древнегреческого миксолидийского лада, следует, что под этим понятием подразумевался современный локрийский лад (см. далее).

## К Средневековью
Церковные лады представляли единую систему ладов, построенных на основе таких понятий, как амбитус, реперкусса и финалис. В рамках этой системы каждый лад назывался тоном, имел свой номер и подвид. Четвёртый плагальный тонус (deuterus plagalis) стали именовать гипофригийским ладом (по Боэцию, см. рисунок ниже), а бывший до того гипофригийским ладом стали называть миксолидийским:
Затем Генрих Глареан, когда создавал свою ладовую систему, опубликованную в трактате «Додекахорд» в 1547 году, назвал гипофригийский лад гиперэолийским и напечатал несколько музыкальных примеров, хотя так и не принял "гиперэолийский" в качестве одного из своих двенадцати ладов. Сам термин "локрийский лад" в значении древнегреческого гипофригийского, средневекового миксолидийского или глареанского гиперэолийского почти никогда не употреблялся, но, тем не менее, уже существовал. Название локрийского лада впервые стало применяться в современном значении только после XVIII века.

### Локрийский лад
Всякая ладовая система у древних греков расценивалась с точки зрения того или иного тяготения тонов, а следовательно, и с точки зрения ладового тяготения. То есть утверждать, что локрийский лад Древней Греции — есть исключительно модальный или тональный, нельзя.
В качестве примера эолийского лада в церковных песнопениях можно привести партитуру баритона из аллилуйи «Laudate Dominum»:
Переменный ми-локрийский лад (IV тон с III тоном) встречается в аллилуйе «Veni Domine».
Вскоре, с развитием музыкальной истории, стало ясно, что все семь ладов не есть особенность конкретно Древней Греции и (затем) григорианских хоралов: они встречаются и у других народов в разных частях света, например, в арабской системе ладов (макамов) А. Джами также присутствует локрийский под именованием «бусали́к». Однако, большой популярности, как другие натуральные лады, локрийский лад так и не снискал. Именно поэтому его часто называют малоупотребительным или неупотребительным совсем. Это пренебрежение связано с трудностью обыгрывания первой ступени, акцентирования тяготения именно на ней, вследствие особенного строения звукоряда локрийского лада.
В эпоху господства мажора и минора (XVIII–XIX вв.) "старая" модальность оказалась почти полностью вытеснена тональными структурами.

## Современность

### Эпоха романтизма
От эпохи романтизма XIX века начинается процесс возрождения модальности и её постепенной эмансипации от тональности (Шопен, Глинка, Римский-Корсаков, Мусоргский, Григ и некоторые другие композиторы). Естественно, что в эту эпоху модальные лады поначалу ответвляются от мажора и минора — тональных ладов, либо как лады производные, либо на основе смешения ладов или своего рода "альтерации" (хроматического изменения звуков) отдельных аккордов.
Частично локрийский лад можно обнаружить, например, в хоре «На кого ты нас покидаешь» из «Бориса Годунова» М. П. Мусоргского.
Однако, отпочковавшись от тонально-функциональной системы мажора и минора, новая модальность быстро развивается в сторону максимально возможного удаления от неё и предельного выявления модальной специфики (Стравинский, Барток, Мессиан и др.).

### Локрийский лад в XX веке
Мощный стимул к развитию модальности в XX в. был дан нарастающими волнами интереса к народной музыке, вплоть до тенденции к цитатно-точному воспроизведению её характерных особенностей.
Так, например, локрийский лад использовал Прокофьев С. С. в первой части «Мимолётностей» для придания атмосферы мистической таинственности:
Почти полностью в до-диез-локрийском написана III часть Седьмой симфонии Д. Д. Шостаковича.